# Очаківська брама (Херсон)
Очаківська брама (ворота) в Херсоні — це частина оборонних укріплень Херсону, збудована у 1783 році через п'ять років після заснування міста, як частина комплексу Херсонської фортеці. Пам'ятка архітектури національного значення. Ця брама є тотожною до іншого в'їзду херсонської фортеці — Московській брамі.
Зображення брами є частиною сучасного герба Херсона.

## Спорудження та архітектура
Проект споруди ймовірно розробив російський архітектор Родіон Казаков, хоча, можливо, до створення брами також був причетний Федір Данилов.
Зведена споруда у стилі класицизму з наскрізним проїздом з якого сходами можна піднятись на вали, які були зруйновані та відновлені в радянські часи.
Брама мала забезпечувати проїзд крізь вали зі сторони Очакова. Попереду додатковим оборонним елементом слугував сухий рів та підйомний міст.
Фортеця займала площу близько 100 гектарів, оточена потужним земляним валом та рвом. Вона мала 9 бастіонів з 220 знаряддями. Під фортецею проходило кілька десятків тунелів — точок охорони від підкопів і мінування оборонних валів в разі облоги фортеці. На території фортеці знаходилося кілька десятків будов 20 різних призначень. Невелике місто всередині Херсона налічував 16 кварталів, половина з яких була забудована 1- та 2-поверховими будівлями.

## Історія фортеці
Фортеця зводилась п'ять років з 1778 по 1783 роки.
Згідно з приписом імператора Миколи I від 1835 року фортеця була ліквідована. До 1881 року її практично повністю розібрали. В 1902 році вона сильно постраждала від землетрусу.
В 1921 році за радянської влади частину будівель розібрали та зруйнували. Тому на середину XX століття були зриті майже всі вали.
В наш час збереглися лише кілька гармат фортеці, одна будівля Адміралтейства, Катерининський собор і його дзвіниця, один пороховий льох і колодязь фортеці, арсенал (нині — слідчий ізолятор), а також Московські і Очаківська брами.

## Розташування
Брама розташована в м. Херсон на вул. Перекопська, 13

## Зображення
Очаківська брама зображена на марці, яка була випущена 14 квітня 2016 року за № 473 в категоріях «Військово-історичні пам´ятки», «Замки і фортеці» та «Історичні міста».